# 닉 애덤스 이야기
《닉 애덤스 이야기》(The Nick Adams Stories)는 1972년 발간된 어니스트 헤밍웨이의 단편집이다. 헤밍웨이의 자전적 등장인물인 닉 애덤스가 등장하는 단편을 모은 것이다. 총 24편의 수록작 중, 8편의 미공개작이 수록되어 있다.

## 수록작
이 책은 총 5부로 구성되어 있다.
| - 〈세 발의 총성〉(Three Shots) - 〈인디언 부락〉(Indian Camp) - 〈의사와 의사의 아내〉(The Doctor and the Doctor's Wife) - 〈열 명의 인디언〉(Ten Indians) - 〈인디언은 떠났다〉(The Indians Moved Away) - 〈세상의 빛〉(The Light of the World) - 〈싸우는 사람〉(The Battler) - 〈살인자들〉(The Killers) - 〈마지막 좋은 고장〉(The Last Good Country) - 〈미시시피강을 건너〉(Crossing the Mississippi) - 〈상륙 전날 밤〉(Night Before Landing) - 〈“... 벽에 닉은 기대 앉았다”〉(“Nick sat against the wall ...”) - 〈이제 내 몸을 누이며〉(Now I Lay Me) - 〈당신이 결코 갈 수 없는 길〉(A Way You'll Never Be) - 〈다른 나라에서〉(In Another Country) | - 〈두 개의 심장을 가진 큰 강〉(Big Two-Hearted River) - 〈어떤 일의 끝〉(The End of Something) - 〈사흘간의 폭풍〉(The Three-Day Blow) - 〈여름 사람들〉(Summer People) - 〈결혼식 날〉(Wedding Day) - 〈글쓰기에 대하여〉(On Writing) - 〈알프스의 목가〉(An Alpine Idyll) - 〈세상을 덮은 눈〉(Cross-Country Snow) - 〈아버지들과 아들들〉(Fathers and Sons) |

## 분석
헤밍웨이 사후에 출판된 다른 작품과 마찬가지로 《닉 애덤스 이야기》 역시 작가의 의도와는 다른 방식으로 재편집되었다는 평가를 받는다. 《뉴욕 타임즈》의 한 평론가는 1925년 《우리들의 시대에》의 수록작 〈인디언 부락〉에서 헤밍웨이가 잘라낸 부분 중 하나인 〈쓰리 샷〉에 대해 다음과 같이 평하였다.

〈쓰리 샷〉은 아버지의 동정심과 삼촌의 초조함을 불러일으키는 소년의 두려움에 대한 비네트(vignette, 소품문)이다. 그러나 적나라하면서도 많은 부분이 생략된 〈인디언 부락〉
의 일부로서 바라본다면 이 글은 틀림없는 짐 덩어리였으며, 해당 글이 잘려나갔다는 사실을 알게 되면 초기 작가의 무자비하고 진실된 예술적 충동에 감탄하며 글을 읽을 수 있을 것이다.

위 의견과는 반대로 닉 애덤스 이야기의 추가 출판에 대해 자서전적 인물의 경험의 연대기적인 간극을 메우고, 미공개로 남아있는 작가의 삶의 많은 부분을 보여줄 수 있다는 점에서 긍정적인 평을 내리는 의견도 존재한다.